# Jordan Ikoko
Jordan Ikoko (Montereau-Fault-Yonne, 3 febbraio 1994) è un calciatore congolese (Repubblica Democratica del Congo), difensore della Dinamo Bucarest.

## Caratteristiche tecniche
È un terzino destro.

## Carriera

### Club

#### PSG e prestiti
Cresce nel settore giovanile del Paris Saint‑Germain tra il 2007 e il 2013.  
Esordisce con la squadra B (44 presenze, 1 gol) e viene poi girato in prestito a Créteil, Le Havre e Lens tra il 2013 e il 2016, totalizzando 84 partite tra Ligue 2 e campionati inferiori.

#### Guingamp
Nel giugno 2016 firma con il Guingamp.  
Tra il 2016 e il 2019 colleziona 75 presenze in Ligue 1, senza segnare.

#### Ludogorets
Nel luglio 2019 si trasferisce al Ludogorets Razgrad a titolo definitivo.  
Con la formazione bulgara gioca 51 partite, realizzando 4 gol, e vince tre titoli nazionali (2019‑20, 2020‑21, 2021‑22) e una Supercoppa nel 2019.

#### Pafos
Nell’agosto 2022 si accasa al Pafos FC in Cipro come free agent.  
Disputa 60 partite in due stagioni (2022‑2024), senza segnare.

#### Omonia 29is Maiou
Il 1º gennaio 2025 firma a parametro zero con l’Omonia 29is Maiou.  
Disputa 15 partite nella stagione 2024‑25 in campionato.

#### Dinamo București
Nel luglio 2025 si trasferisce a parametro zero al Dinamo Bucarest.  
Il contratto ha durata fino al 30 giugno 2026.

### Nazionale
Pur avendo rappresentato la Francia dalle Under‑16 alle Under‑21 tra il 2009 e il 2013, sceglie la Repubblica Democratica del Congo.  
Debutta con i “Léopards” nel 2017 e conta 10 presenze (aggiornato febbraio 2025) senza reti.

## Palmarès

### Club

#### Competizioni nazionali
- Supercoppa di Bulgaria: 2

Ludogorec: 2019, 2021
- Campionato bulgaro: 3

Ludogorec: 2019-2020, 2020-2021, 2021-2022
- Coppa di Cipro: 1

Pafos: 2023-2024